# Allamont
Allamont település Franciaországban, Meurthe-et-Moselle megyében. Lakosainak száma 159 fő (2022. január 1.). Allamont Brainville, Friauville, Puxe, Labeuville, Moulotte és Villers-sous-Pareid községekkel határos.

## Népesség
A település népességének változása:
| Lakosok száma | 136  | 112  | 136  | 124  | 154  | 158  | 158  | 167  | 166  | 159  |
|               | 1968 | 1982 | 1990 | 2006 | 2013 | 2015 | 2017 | 2019 | 2020 | 2022 |